# Puente de Inca Nuevo
Puente de Inca Nuevo (en catalán y oficialmente Pont d'Inca Nou) es una localidad del municipio español Marrachí, en Mallorca, la más grande de las Islas Baleares. Está situada a unos 5 kilómetros de la capital, Palma de Mallorca. Es colindante hacia el este con Puente de Inca Parque, con la barriada de Sa Cabana al oeste y con el Aeródromo de Son Bonet hacia el sur. Es una zona residencial formada únicamente por viviendas, aunque hay repartidas diversas zonas comerciales por la urbanización. En una de ellas se encuentra la estación homónima de la red ferroviaria de SFM.

## Historia
Antes de convertirse en terreno urbanizable consistía en tierras de labranza con gran cantidad de almendros, higueras y algarrobos. En los años 1970 se decidió urbanizar este terreno, por lo que se encargó un proyecto a diversas constructoras y promotoras urbanizadoras. Se decidió que la nueva urbanización recibiría el nombre de Puente de Inca Nuevo, por su proximidad a la localidad de Puente de Inca y estaría formada por calles anchas (10 metros las vías principales y 8 metros las transversales). Además éstas poseen nombres de fincas o accidentes geográficos propios de Mallorca, como Alfabia, Raixa, Xorrigo, Massanella o Binifaldó entre otros.

## Instalaciones
La urbanización posee un colegio, una guardería, una escuela de tenis, diversos parques y zonas verdes y una pista polideportiva, similar a las repartidas por todo el municipio de Marrachí, en la que se pueden practicar diversos deportes como fútbol, baloncesto o carreras entre otros. También posee un estación de metro, situada al final de la Calle Son Frau, junto a una de las zonas comerciales.

## Fiestas
- Cabalgata de Reyes: El 5 de enero hay una pequeña cabalgata de Reyes por la localidad de Puente de Inca.
- A finales del mes de julio se celebran las verbenas veraniegas del Puente de Inca. En un principio cada asociación de vecinos celebraba su propia fiesta en la fecha que acordaba, pero desde 2006 se celebran todas juntas.

- Datos: Q9061685